# We, Too, Have a Job to Do
We, Too, Have a Job to Do est une illustration de magazine réalisée par le peintre américain Norman Rockwell laquelle représente en buste de face un boy-scout en uniforme  devant un drapeau américain déployé. Il a été créé par Rockwell en 1942 pour le Calendrier Scout de Brown & Bigelow (en) de 1944.